# Etcetera
Etcetera – ósmy album studyjny amerykańskiego saksofonisty jazzowego Wayne’a Shortera, nagrany w 1965, lecz wydany po raz pierwszy w 1980 roku nakładem Blue Note Records.

## Powstanie
Cztery z pięciu zamieszczonych na płycie kompozycji napisał Wayne Shorter, jedną, Barracudas (General Assembly) – Gil Evans.
Materiał na płytę został zarejestrowany 14 czerwca 1965 roku przez Rudy’ego Van Geldera w należącym do niego studiu (Van Gelder Studio) w Englewood Cliffs w stanie New Jersey. Produkcją albumu zajął się Alfred Lion.

## Lista utworów
Opracowano na podstawie materiału źródłowego.
Wydanie LP
Strona A
| Nr | Tytuł utworu | Muzyka        | Długość |
| -- | ------------ | ------------- | ------- |
| 1. | „Etcetera”   | Wayne Shorter | 6:20    |
| 2. | „Penelope”   | Shorter       | 6:44    |
| 3. | „Toy Tune”   | Shorter       | 7:23    |
|    |              |               | 20:27   |

Strona B
| Nr | Tytuł utworu                    | Muzyka    | Długość |
| -- | ------------------------------- | --------- | ------- |
| 1. | „Barracudas (General Assembly)” | Gil Evans | 11:06   |
| 2. | „Indian Song”                   | Shorter   | 11:37   |
|    |                                 |           | 22:43   |

## Twórcy
Opracowano na podstawie materiału źródłowego.
Muzycy:
- Wayne Shorter – saksofon tenorowy
- Herbie Hancock – fortepian
- Cecil McBee – kontrabas
- Joe Chambers – perkusja

Produkcja:
- Alfred Lion – produkcja muzyczna
- Rudy Van Gelder – inżynieria dźwięku
- Bill Burks – projekt okładki
- Michael Cuscuna – produkcja muzyczna (w związku z wydaniem albumu), liner notes